# Stictoleptura tangeriana
Stictoleptura tangeriana là một loài bọ cánh cứng trong họ Cerambycidae.